# Senado del Imperio Romano
El Senado del Imperio Romano era una institución política en el antiguo Imperio Romano. Después de la caída de la República Romana, el equilibrio constitucional de poder pasó del Senado Romano a manos del emperador. Comenzando con el primer emperador, Augusto, el emperador y el Senado eran técnicamente dos ramificaciones iguales dentro del propio gobierno. En la práctica, sin embargo, el Senado imperial se veía constantemente presionado por los intereses del emperador, ya que este era quien tenía el verdadero poder dentro del estado a pesar de las riquezas o influencias que poseían los miembros del senado a nivel personal. Como tal, ocupar un cargo en el Senado fue una meta ansiada por personas que buscaban prestigio y un buen posicionamiento social; un lugar privilegiado en la sociedad romana. Durante los reinados de los primeros emperadores, los poderes legislativo, judicial y electoral fueron transferidos de las "asambleas romanas" al Senado. Sin embargo, dado el control absoluto que el emperador tenía en todo momento sobre el Senado, el mismo actuaba como una herramienta a través de la cual el emperador ejercía sus poderes autocráticos.

## Procedimiento
El primer emperador, Augusto, heredó un Senado cuyos miembros habían sido aumentados por su padre adoptivo hasta los 900 senadores, Julio César. Augusto buscó reducir el tamaño del Senado y lo hizo a través de tres revisiones a la lista de senadores.
 Para cuando se completaron todas las revisiones, el Senado se había reducido a 600 miembros, y después de este punto, el tamaño del Senado nunca más volvió a modificarse drásticamente. Para reducir el tamaño del Senado, Augusto expulsó a los senadores de baja cuna, y luego reformó las reglas que especificaban cómo un individuo podía convertirse en senador. Según las reformas de Augusto, un senador tenía que ser ciudadano de nacimiento libre, no haber sido condenado por ningún delito bajo la lex Julia de vi private y tener propiedades por un valor mínimo de 1.000.000 de sestercios.
Bajo el Imperio, al igual que durante la República romana tardía, uno podía convertirse en senador siendo elegido cuestor. Sin embargo, durante el Imperio, uno solo podía presentarse a las elecciones a la Cuestura si tenía rango senatorial, y para tener rango senatorial, uno tenía que ser hijo de un senador. Si una persona no tenía rango senatorial, había solo dos formas para que esa persona se convirtiera en senador. Bajo el primer método, el emperador otorgaba personalmente a ese individuo en partícula la autoridad para presentarse a las elecciones a la Cuestura, mientras que bajo el segundo método, el emperador nombraba a esa persona para el Senado mediante la emisión de un decreto (adlectio).
A partir del 9 a. C., con la aprobación de la Lex Julia de Senatu Habendo, sancionada por Augusto, se mantuvo y revisó cada año una lista oficial de senadores (el album senatorium). Las personas que ingresaban a la lista eran aquellas que habían cumplido con los requisitos para ingresar al Senado de manera reciente y se eliminaban a aquellos que dejaban de cumplir con los requisitos necesarios para mantener la membresía del Senado. La lista nombraba a cada senador por orden jerárquico de su cargo. El emperador, naturalmente, tenía el rango más alto respecto a todos sus compañeros senadores, le seguían los "Cónsules" (el magistrado de más alto rango) y ex Cónsules, luego estaban los "Pretores" (el siguiente magistrado de mayor rango) y ex Pretores, y así sucesivamente. Los senadores que habían sido elegidos para un cargo no necesariamente estaban arriba en la escala jerárquica que aquellos senadores designados por el emperador para ese mismo cargo.
Los miembros de la orden senatorial se distinguían por poseer una amplia franja de color púrpura rojizo en los bordes de sus togas, la cual era la vestimenta formal de todos los ciudadanos romanos.
Durante el Imperio, el poder que el emperador poseía sobre el Senado era virtualmente absoluto, cosa que se debía, en parte, al hecho de que el emperador ocupaba el cargo de manera vitalicia. Durante las reuniones del Senado, el emperador se sentaba entre los dos Cónsules, y por lo general adoptaba el papel de presidente. Los senadores del Imperio temprano podían hacer preguntas extrañas o solicitar que el senado tomara cierta medida de forma relativamente libre. Los senadores de mayor rango obtenían la primera palabra antes que los senadores de menor rango, aunque el emperador podía hablar en cualquier momento. Además del propio emperador, los cónsules y pretores también podían presidir una reunión en el senado.
El Senado se reunía ordinariamente en la Curia Julia, generalmente en las Calendas (el primer día del mes) o los Idus (a mediados del mes), aunque las reuniones programadas se llevaban a cabo con mayor frecuencia en septiembre y octubre. Otras reuniones se celebraron sobre una base ad hoc. Bajo el mandato de Augusto, se estableció un quorum de 400 senadores, aunque finalmente el ausentismo excesivo obligó al Senado a reducir el número de senadores necesarios para efectuar un quorum y, en algunas situaciones, a revocar las reglas de quorum por completo.
La mayoría de los proyectos de ley que se presentaron ante el Senado eran introducidos por el emperador o sus partidarios dentro del cuerpo. A principios del principado, Augusto y Tiberio se esforzaron en mantener oculta su influencia sobre el senado, ejerciendo presión en privado en lugar de proponer o apoyar las leyes directamente. Si un senador no estaba de acuerdo con un proyecto de ley, solía mostrar su desaprobación al no asistir a la reunión del Senado el día en que se votaría el proyecto de ley antes que votar en contra, pues para presentarse a las elecciones a un cargo magisterial se necesitaba el permiso del emperador y la mayoría no buscaba arriesgarse. Cada emperador seleccionaba a un cuestor para recopilar los procedimientos del Senado en un documento (el Acta Senatus), que incluía proyectos de ley, documentos oficiales y un resumen de todos los discursos que se presentados con anterioridad ante el Senado. El documento era archivado, mientras que algunas partes puntuales de él se publicaban (en un documento llamado Acta Diurna o "acontecimiento diario") y luego era distribuido al público.
Según la Historia Augusta (Heliogábalo 4.2 y 12.3), el emperador Heliogábalo hizo que su madre o abuela participara en los procedimientos del Senado. "Y Heliogábalo fue el único entre todos los emperadores bajo el cual una mujer asistía al Senado como lo haría un hombre, como si ella perteneciera al orden senatorial" (traducción de David Magie). Según el mismo texto, Heliogábalo también estableció un senado de mujeres bajo el nombre de senaculum, que promulgó reglas para ser aplicadas a las matronas, con respecto a la vestimenta, la conducción de carros, el uso de joyas, etc. (Heliogábalo 4.3 y Aureliano 49.6). Antes de esto, Agripina la Menor, madre de Nerón, escuchaba a escondidas los procedimientos del Senado, ocultándose detrás de una cortina, según Tácito (Annales, 13.5).

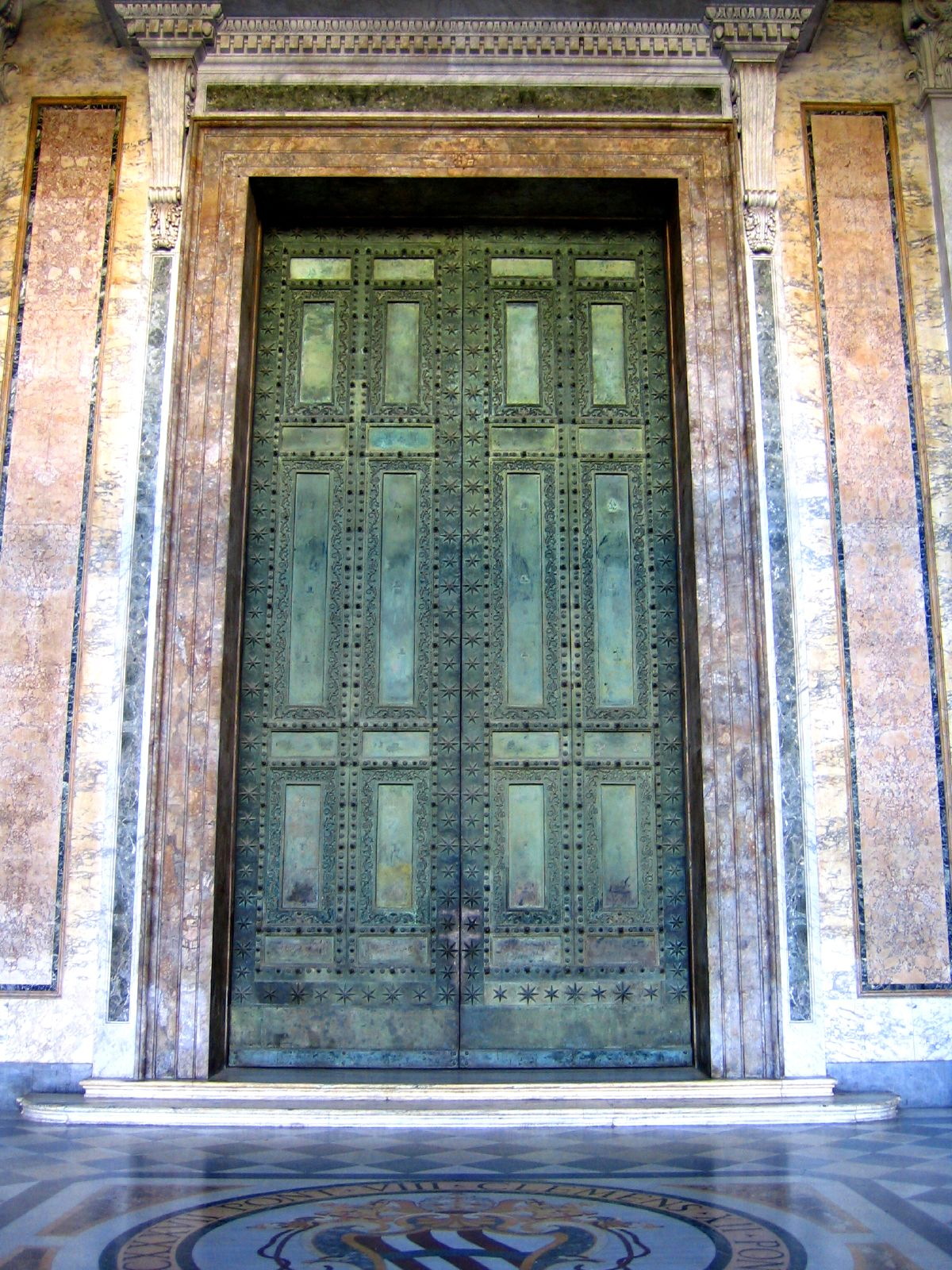
Puertas de bronce del antiguo senado romano extraídas del Foro Romano, restauradas y colocadas en 1660 en la Basílica de Letrán.

## Poderes

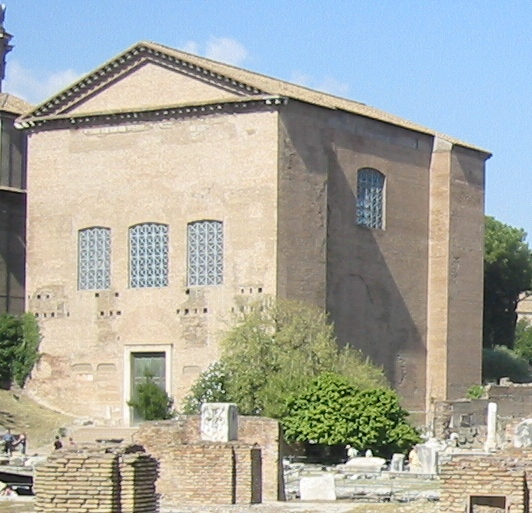
La Curia Julia en el Foro Romano, sede del Senado imperial.

Si bien las asambleas romanas se seguían dando después de la fundación del Imperio, todos sus poderes fueron transferidos al Senado, y así los decretos senatoriales (senatus consulta) se convirtieron en un acto con fuerza de ley. Los poderes legislativos que poseía el Senado Imperial eran en su mayoría de naturaleza financiera y administrativa, aunque el Senado retuvo una serie de poderes sobre las provincias. El Senado también podía regular festivales y cultos religiosos, otorgar honores de carácter extraordinario, excusar a un individuo (generalmente al emperador) de su responsabilidad legal, administrar templos, organizar juegos públicos, e incluso promulgar leyes fiscales (esto último solo se daba con la aquiescencia del Emperador) Sin embargo y a pesar de estas capacidades, no tenía autoridad real sobre la religión del estado ni sobre las tierras públicas.
Durante los primeros años del Imperio Romano, todos los poderes judiciales que habían estado en manos de las asambleas romanas también fueron transferidos al Senado. Por ejemplo, el Senado ahora tenía jurisdicción sobre todos los juicios penales. En estos casos presidía un cónsul, los senadores constituían el jurado y el veredicto se dictaba en forma de decreto (senatus consultum), y aunque no se podía apelar al veredicto final, el Emperador sí podía indultar a una persona condenada a través de un veto. Cada provincia que se encontraba bajo la jurisdicción del Senado tenía un tribunal propio y, si un cónsul así lo deseaba, las decisiones de estos tribunales provinciales podían apelarse directamente ante el Senado.
En teoría, el Senado elegía a los nuevos emperadores, mientras que junto con las asambleas populares, le confería al nuevo emperador sus poderes de mando (imperium). Después de que un emperador moría o abdicaba al trono, el Senado a menudo lo deificaba, aunque a veces aprobaba un decreto (damnatio memoriae o "condena de la memoria") que pretendía borrar todo rastro de ese emperador de la historia de Roma, como si nunca hubiera existido en primer lugar. El emperador Tiberio transfirió todos los poderes electorales de las asambleas al Senado, y aunque, teóricamente, el senado elegía nuevos magistrados, siempre se necesitaba la aprobación del Emperador antes de que se pudiera finalizar una elección. Sin embargo y a pesar de este hecho las elecciones continuaron creando disputas y llevando a debates.
Durante el gobierno de Vespasiano (69-79 d. C.), a los senadores se les otorgó un papel más importante como altos funcionarios de la casa imperial en Roma o como gobernantes provinciales que representaban directamente al emperador. Al mismo tiempo, los miembros de la Orden ecuestre ocupaban puestos administrativos que los emperadores anteriores habían reservado para los libertos. Para el Senado, estas nuevas responsabilidades ampliadas aseguraban una mayor oportunidad para brindar asesoramiento y ejercer autoridad. Al final de la dinastía Flavia, sería el Senado que finalmente eligió a Nerva como nuevo emperador, la primera vez desde el inicio del Imperio que tal iniciativa había sido posible. Sin embargo, después de la muerte de Marco Aurelio, el Senado comenzó a perder relevancia, ya que los emperadores progresivamente se volvieron más hostiles hacia sus miembros y el Emperador acudía al Senado con menos frecuencia. Para el momento en el que la dinastía Severa llegó al poder, la clase senatorial también se separó cada vez más de las decisiones reales tomadas dentro del gobierno, que fueron asumidas cada vez más por los équites y otros miembros de la burocracia imperial.
Alrededor del año 300 d. C. el emperador Diocleciano promulgó una serie de reformas constitucionales. En una de esas reformas, Diocleciano anunciaba el derecho del Emperador a tomar el poder sin el consentimiento teórico del Senado, privando así al mismo de su condición de depositario final del poder supremo. Las reformas de Diocleciano también terminaron con cualquier atisbo que hubiese quedado sobre el poder el Senado en los ámbitos legislativos, judiciales o electorales. Sin embargo, el Senado conservó sus poderes legislativos sobre los juegos públicos en Roma y sobre el orden senatorial. El Senado también mantuvo su potestad de juzgar casos de traición y elegir algunos magistrados, esto último solo con el permiso del Emperador. En los años finales del Imperio, el Senado a veces intentaba nombrar a un emperador por cuenta propia, tal fue el caso de Eugenio, quien luego fue derrotado por el ejército de Teodosio I, el emperador legítimo. El Senado ultimadamente se convirtió en el único bastión de la religión romana tradicional frente a la expansión del cristianismo, y varias veces intentó facilitar la devolución del Altar de la Victoria, retirado por primera vez por Constancio II, a la curia senatorial.

## Período posimperial
Después de la caída del Imperio Romano Occidental, el Senado romano continuó funcionando bajo las órdenes el jefe bárbaro Odoacro, y luego bajo Teodorico el Grande, quien fundó el Reino Ostrogodo. Paradójicamente la autoridad del Senado aumentó de sobre manera bajo el mandato de los líderes bárbaros ya que buscaban proteger esta institución. Este período se caracterizó por el surgimiento de familias senatoriales romanas más prominentes, como los Anicii, mientras que el líder del Senado, el princeps senatus, a menudo servía como la mano derecha del líder bárbaro. Se sabe que fue el Senado quien instaló a Lorenzo como antipapa en 498 a pesar de que tanto el rey Teodorico el Grande como el emperador Anastasio I apoyaron al papa Símaco.
La coexistencia pacífica entre el gobierno senatorial y el bárbaro continuó hasta que el líder ostrogodo Teodato comenzó un levantamiento armado contra el emperador Justiniano I y tomó a todos los senadores como rehenes. Varios senadores fueron ejecutados posteriormente en 552 en forma de venganza por la muerte del rey ostrogodo Totila. Después de que Roma fuera reconquistada por el ejército bizantino, se restauró el Senado, pero la institución (como la misma Roma clásica) se había debilitado demasiado por la larga guerra entre bizantinos y ostrogodos; muchos senadores ya habían sido asesinados y la mayoría de los que habían conseguido huir a la parte oriental del Imperio optaron por permanecer allí gracias a la legislación favorable aprobada por el emperador Justiniano, quien, sin embargo, abolió prácticamente todos los cargos senatoriales en Italia. La importancia del Senado romano declinó rápidamente debido a esta situación. En 578 y después 580, el Senado envió emisarios a Constantinopla que entregaron 3000 libras de oro como regalo al nuevo emperador Tiberio II Constantino junto con una petición de auxilio contra los lombardos que habían invadido Italia diez años antes. El Papa Gregorio I, en un sermón de 593 (Senatus deest, or.18), lamentó la desaparición casi total del orden senatorial y la decadencia de la que antaño fue una prestigiosa institución. No se sabe con certeza cuándo desapareció el Senado romano en Occidente, pero se sabe debido al registro gregoriano que el Senado aclamó nuevas estatuas del emperador Focas y la emperatriz Leoncia en 603. La institución debe haber desaparecido hacia el año 630, cuando la Curia fue transformada en una iglesia por el Papa Honorio I. Sin embargo, el Senado siguió existiendo en la capital del Imperio Romano de Oriente, Constantinopla, siendo que fue instituido allí durante el reinado de Constantino I.  El Senado bizantino sobrevivió hasta al menos mediados del siglo XIV, antes de que la antigua institución finalmente desapareciera de forma definitiva.